# フランシス・ギドニー
フランシス・"スキッパー"・ギドニー（Francis "Skipper" Gidney、1890年 – 1928年）は、イギリスにおけるスカウト運動の初期の指導者のひとり。ギドニーは、1919年5月に、キャンプ場としてのギルウェル・パークの初代所長に任命され、成人を対象とした最初のウッドバッジ指導者訓練コースを構成し、1919年9月にギルウェル・パークでこれを実施した。ギドニーは、1923年までスカウト運動関係の組織に勤めたが、その後、ギルウェルには彼の名にちなんで、ギドニー・キャビンと名付けられた訓練センターが設けられた。

## 経歴
ギドニーは、最初期のスカウト団のひとつを、自身がまだ17歳だった1908年に立ち上げた。その後、第一次世界大戦に従軍した。ドイツと連合国の休戦協定が結ばれる前に、ギドニーは戦場で重傷を負い、廃兵として除隊になった。ギドニーはスカウト運動の中で一定の地位を得たことで、家計や家庭生活といった面ではかえって困難を抱え込むことになった。ギドニー自身も、給料が少ないことには不満を述べていたし、彼の妻はスカウト運動にはあまり関わらなかった。結局のところ、夫婦関係は破綻してしまった。
ギルウェル・パークの運営方針をめぐる争いの中で、ギドニーは1923年に辞任するに至ったが、この成り行きは、スカウト運動の創始者であるロバート・ベーデン＝パウエルを大いに驚かせることになった。その後、ギドニーはボーンマスのプレパラトリー・スクールの教師として働いた。ギドニーは、特にキャンプの運営、訓練、ウッドバッジなどの領域でスカウト運動に大きな影響を与えた。すべてのウッドバッジ獲得者が加わり、特別なネッカチーフを付ける、ギルウェル・スカウト1団 (the 1st Gilwell Scout troop) と称する組織の立ち上げは、ギドニーが発想したものであり、今日もギルウェルにおけるリユニオン行事で継承されている様式を確立したのもギドニーであった。